# Проспекти Києва
Проспекти Києва, на відміну від вулиць і бульварів, — відносно молоді. Як правило, це широкі жваві магістралі, що проходять в нових районах Києва. Станом на 2010 рік їх 31.
Проспекти проходять через місто, з'єднують між собою різні його ділянки, перетинаючи на своєму шляху безліч різних вулиць. Більшість з них розташовані на правому березі Дніпра, але є й такі, які були побудовані на лівобережжі. Найбільший проспект на Лівому березі — Броварський проспект. Окрім нього тут проходять такі проспекти Києва як: проспект Миру, проспект Леоніда Каденюка. Проспект Миколи Бажана та інші.
Уздовж деяких проспектів Києва розташовані низкою магазини, житлові будинки, розважальні центри і різні установи. Інші ж тягнуться через зелені райони міста.

## Перелік проспектів
| Назва                  | Довжина, км | Розташування | Зображення |
| ---------------------- | ----------- | --- | ---------- |
| Миколи Бажана          | 6,15        | Розташований у Дарницькому районі Києва. Пролягає від Південного мосту до Харківської площі. Є частиною Малої Окружної дороги.                                                                   |            |
| Степана Бандери        | 4,0         | Пролягає від вулиць Куренівської й Кирилівської до Північного мосту. |            |
| Берестейський          | 12          | Проспект у Шевченківському, Солом'янському та Святошинському районах Києва. Пролягає від Галицької площі до Берестейського шосе.                                                                 |            |
| Броварський            | 13,5        | Простягається від мосту Метро до межі міста Бровари. |            |
| Георгія Нарбута        | 1,3         | Пролягає від Броварського проспекту до Воскресенськиого проспекту |            |
| Відрадний              | 3           | Пролягає від Ніжинської та Гарматної вулиць до залізничного шляхопроводу та вулиці Дев'ятого Травня. Проходить через Солом'янський район.                                                        |            |
| Воскресенський         | 3,4         | Пролягає від вулиці Воскресенської і парку «Перемога» до проспекту Романа Шухевича і Керченської площі Проходить через Дніпровський район.                                                       |            |
| Леоніда Каденюка       | 2,2         | Пролягає від Дарницької площі до вулиці Гетьмана Павла Полуботка. |            |
| Академіка Глушкова     | 6,1         | Пролягає від Голосіївського проспекту і Васильківської вулиці до міської межі і шосе на Одесу.                                                                                                   |            |
| Голосіївський          | 4,1         | Пролягає від залізничного шляхопроводу до проспекту Академіка Глушкова. |            |
| Георгія Гонгадзе       | 1,2         | Проспект в житловому масиві Виноградар (Подільський район). Пролягає від проспекту Правди до проспекту Свободи.                                                                                  |            |
| Петра Григоренка       | 2,75        | Пролягає від вулиці Анни Ахматової до проспекту Миколи Бажана. |            |
| Любомира Гузара        | 2,2         | Пролягає від Гарматної вулиці до залізничного мосту. |            |
| Володимира Івасюка     | 4,9         | Пролягає від проспекту Степана Бандери до Північної вулиці. |            |
| Академіка Корольова    | 2,4         | Проспект у Святошинському районі Києва. Пролягає від вулиці Івана Дзюби до вулиці Дев'ятого Травня.                                                                                              |            |
| Леся Курбаса           | 2,55        | Пролягає від залізничного мосту і проспекту Любомира Гузара до Кільцевої дороги. |            |
| Литовський             | 1,0         | Пролягає від площі Тараса Шевченка до міської межі. |            |
| Лісовий                | 2,1         | Розташований у житловому масиві Лісовий, Деснянський район. Простягається від Братиславської вулиці до вулиці Космонавта Волкова.                                                                |            |
| Валерія Лобановського  | 4,9         | Простягається від Севастопольської до Деміївської площі. |            |
| Миру                   | 1,0         | Пролягає від Дарницької площі до бульвару Верховної Ради. |            |
| Алішера Навої          | 1,4         | Пролягає від Райдужної до Миропільської вулиці. |            |
| Науки                  | 5,0         | Пролягає від Деміївської площі до Столичного шосе. |            |
| Оболонський            | 4,8         | Пролягає від Вербової вулиці до Північної вулиці. |            |
| Академіка Палладіна    | 5           | Розташований у межах Академмістечка, Біличів та Новобіличів (Святошинський район). Пролягає від проспекту Берестейського до Гостомельської площі.                                                |            |
| Повітряних Сил         | 6,2         | Простягається від вулиці В'ячеслава Чорновола до аеропорту «Київ». Проходить через Шевченківський та Солом'янський райони.                                                                       |            |
| Європейського Союзу    | 4,0         | Проспект у Подільському районі міста Києва. Пролягає від Вишгородської до Газопровідної вулиці.                                                                                                  |            |
| Маршала Рокоссовського | 0,65        | Пролягає від Полярної вулиці до вулиці Юрія Кондратюка. |            |
| Свободи                | 1,7         | Проспект у Подільському районі міста Києва. Пролягає від проспекту Правди до проспекту Георгія Гонгадзе і вулиці Косенка.                                                                        |            |
| Соборності             | 2,7         | Пролягає від Дарницької площі до мосту імені Патона. |            |
| Павла Тичини           | 1,6         | Пролягає від Дніпровської набережної до Березняківської вулиці. |            |
| Червоної Калини        | 4,6         | Проспект у житловому масиві Вигурівщина-Троєщина. Простягається від проспекту Романа Шухевича до Милославської вулиці.                                                                           |            |
| Романа Шухевича        | 4,9         | Знаходиться у житлових масивах Вигурівщина-Троєщина, Райдужний та на території Чорторию у Дніпровському районі. Простягається від Північного мосту до вулиць Рональда Рейганаа і Братиславської. |            |

У зв'язку з неоднозначним формулюванням у рішенні виконкому Київради щодо найменування в офіційних документах нині одночасно використовуються назви проспект Василя Порика та вулиця Василя Порика. Рішенням міськради деякі проспекти Києва були перейменовані.